# Abierto Mexicano de Tenis 2011
L'Abierto Mexicano de Tenis 2011, conosciuto anche con il nome di Abierto Mexicano de Tenis 2011 per motivi di sponsorizzazione, è stato un torneo di tennis giocato sulla terra rossa. È stata la 18ª edizione del torneo maschile, facente parte della categoria ATP World Tour 500 series nell'ambito dell'ATP World Tour 2011, e l'11ª del torneo femminile facente parte della categoria WTA International nell'ambito del WTA Tour 2011. Sia il torneo maschile che femminile si sono giocati al Fairmont Acapulco Princess di Acapulco in Messico, dal 21 al 26 febbraio 2011.

## Partecipanti ATP

### Teste di Serie
| Nazionalità | Giocatore            | Ranking | Testa di serie* |
| ----------- | -------------------- | ------- | --------------- |
| Spagna      | David Ferrer         | 6       | 1               |
| Spagna      | Fernando Verdasco    | 9       | 2               |
| Spagna      | Nicolás Almagro      | 13      | 3               |
| Svizzera    | Stan Wawrinka        | 15      | 4               |
| Spagna      | Albert Montañés      | 25      | 5               |
| Ucraina     | Aleksandr Dolhopolov | 29      | 6               |
| Argentina   | Juan Mónaco          | 30      | 7               |
| Argentina   | Juan Ignacio Chela   | 35      | 8               |

* Le teste di serie sono basate sul ranking al 14 febbraio 2011.

### Altri partecipanti
I seguenti giocatori hanno ricevuto una wild-card per il tabellone principale:
- Daniel Garza
- Santiago González
- Manuel Sánchez

I seguenti giocatori sono entrati nel tabellone principale passando dalle qualificazioni:

- Adrian Ungur
- Paul Capdeville
- Máximo González
- Albert Ramos Viñolas

I seguenti giocatori sono stati ammessi come lucky loser:
- Frederico Gil
- Horacio Zeballos

## Partecipanti WTA

### Teste di Serie
| Nazionalità | Giocatrice             | Ranking | Testa di serie* |
| ----------- | ---------------------- | ------- | --------------- |
| Germania    | Julia Görges           | 34      | 1               |
| Slovenia    | Polona Hercog          | 49      | 2               |
| Ungheria    | Gréta Arn              | 59      | 3               |
| Argentina   | Gisela Dulko           | 60      | 4               |
| Romania     | Simona Halep           | 61      | 5               |
| Spagna      | Arantxa Parra Santonja | 63      | 6               |
| Spagna      | Carla Suárez Navarro   | 65      | 7               |
| Bielorussia | Ol'ga Govorcova        | 70      | 8               |

* Le teste di serie sono basate sul ranking al 14 febbraio 2011.

### Altre partecipanti
Le seguenti giocatrici hanno ricevuto una wild-card per il tabellone principale:
- Ximena Hermoso
- Karolína Plíšková
- Kristýna Plíšková

Le seguenti giocatrici sono entrate nel tabellone principale passando dalle qualificazioni:

- Mădălina Gojnea
- Sílvia Soler Espinosa
- Anna Tatišvili
- Lesja Curenko

## Campioni

### Singolare maschile
David Ferrer ha battuto in finale  Nicolás Almagro per 7–6(4), 6(2)–7, 6-2.
- È il 2º titolo dell'anno per Ferrer, il secondo consecutivo ad Acapulco e l'11° della carriera.

### Singolare femminile
Gisela Dulko ha battuto in finale  Arantxa Parra Santonja, 6-3, 7–6(5)
- È il primo titolo dell'anno per Dulko, il quarto della carriera.

### Doppio maschile
Victor Hănescu /  Horia Tecău hanno battuto in finale  Marcelo Melo /  Bruno Soares, 6–1, 6–3

### Doppio femminile
Marija Korytceva /  Ioana Raluca Olaru hanno battuto in finale  Lourdes Domínguez Lino /  Arantxa Parra Santonja, 3-6, 6-1, [10-4]